# Береза, Мирон
Мирон Береза (англ. Myron Bereza) — канадский футболист украинского происхождения, нападающий.
Выступал за канадские клубы «Торонто Украина» и «Торонто Сити».
В составе сборной Канады провёл два матча. Дебютировал 4 июля 1957 года в матче квалификационного турнира к чемпионату мира против команды Мексики, завершившемся поражением канадцев со счётом 0:2. Вторую игру провёл 6 июля 1957 года против сборной США, в гостях канадцы одержали победу со счетом 2:3. В том матче принимало участие ещё двое натурализированных канадцев, Владимир Закалюжный и Остап Стецкив.